# Дечак у плавом
Дечак у плавом (енг. The Blue Boy) је портрет који је насликао енглески сликар Томас Гејнсборо  1770. године. Портрет је у природној величини (177,8 × 112,1), рађен техником уље на платну. Налази се Хантингтон библиотеци, у Сан Марину у Калифорнији.

## Историја
Дечак у плавом је најпознатије Гејнсборово дело. Мада то никада није доказано, сматра се да је на портрету Џонатан Батл (1752–1805), син богатог трговца. Портрет га приказује у одећи с почетка 17. века, а не из 18. века у ком је слика насликана. Слика се сматра Гејнсборовим омажом Антонису ван Дајку, а нарочито је слична Ван Дајковом портрету Чарлса II као дечака, и портрету дечака обученог у црвено.
Гејнсборо је већ нацртао нешто на платну пре него што је започео Дечака у плавом, који је насликао преко. Слика је отприлике у природној величини, ширине 1200мм и висине од 1800мм. Гејнсборо је насликао портрет као одговор на савете његовог ривала, сер Џошуе Рејнолдса, који је тврдио да плава боја, као хладна, не може да се користи као централна на слици.
Слика је била у поседу Џонатана Батла до 1796. године, када је банкротирао. Слику је прво купио политичар Џон Несбит, а затим, 1802. године сликар портрета Џон Хопнер. Од 1809, слика је ушла у колекцију грофа Гросвенора и остала је у поседу његових потомака све док је други војвода од Вестминстера није продао трговцу уметнинама Џосефу Дувину 1921. године.
Након што је била на разним изложбама у Британском институту, Краљевској академији уметности и другде, слика је постала омиљена у штампаним репродукцијама,
Слика је, 1919. године, инспирисала немачког филмског продуцента Фридриха Вилхелма Мурнауа, да направи свој дебитантски филм Дечак у плавом (Knabe in Blau). 
Портрет је продат америчком железничком пиониру Хенрију Едвардсу Хунтингтону што је изазвало негодовање јавности у Британији. Према Дувиновом рачуну, продат је за 728.800 долара (182.200 фунти), тада рекордну цену било које слике. Према помену у Њјуорк тајмсу, од 11. новембра 1921, откупна цена је била 640.000 долара, што би у 2019. било 9,17 милиона долара.
Пре одласка у Калифорнију 1922. године, Дечак у плавом је накратко изложен у Националној галерији у Лондону где је видело 90.000 људи. Директор галерије Чарлс Холмес написао је опроштајне речи на полеђини слике: "Au Revoir, C.H."
Управо је ова слика покренула поп уметника Роберта Раушенберга да се бави сликарством.  Често је упарен са сликом Томаса Лоренса названом Пинки која стоји супротно од ње у библиотеци Хантингтон.